# Maiolica di Venezia
La maiolica di Venezia fu una delle produzioni più prestigiose della ceramica rinascimentale italiana, nel secolo d'oro del Cinquecento.

## Storia

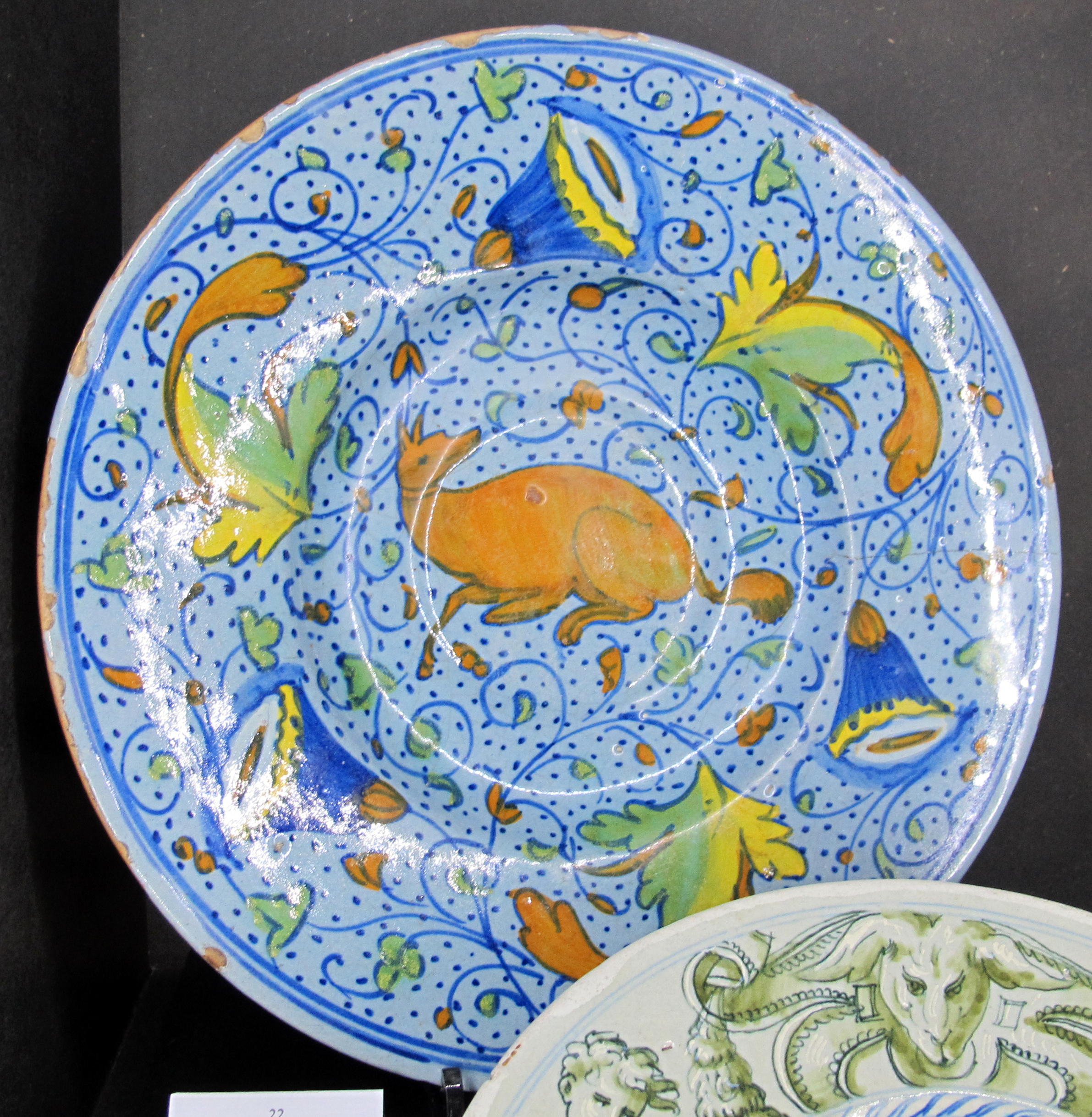
Maiolica di Venezia

Le botteghe di Maestro Ludovico (fl. 1540-45), Domenego de Dona di Bethi (fl. 1550-60), Jacomo da Pesaro (fl. 1543), del Maestro dei capelli scapigliati (fl. 1570-80) e del Maestro dei piccoli santi (fl. 1560-80) produssero eccezionali vasellame di questo tipo. I ceramisti veneziani erano maestri nella creazione di composizioni decorative che includevano trofei, globi, strumenti musicali e altri oggetti, realizzati con uno stile lineare brillante su uno smalto sfumato di blu su un fondo bianco bluastro o bianco. Un'altra tipica decorazione era una densa rete di steli e arabeschi intrecciati. La loro scelta per lo smalto bianco e blu rifletteva l'influenza della porcellana cinese e della ceramica turca.